# AMG-1930

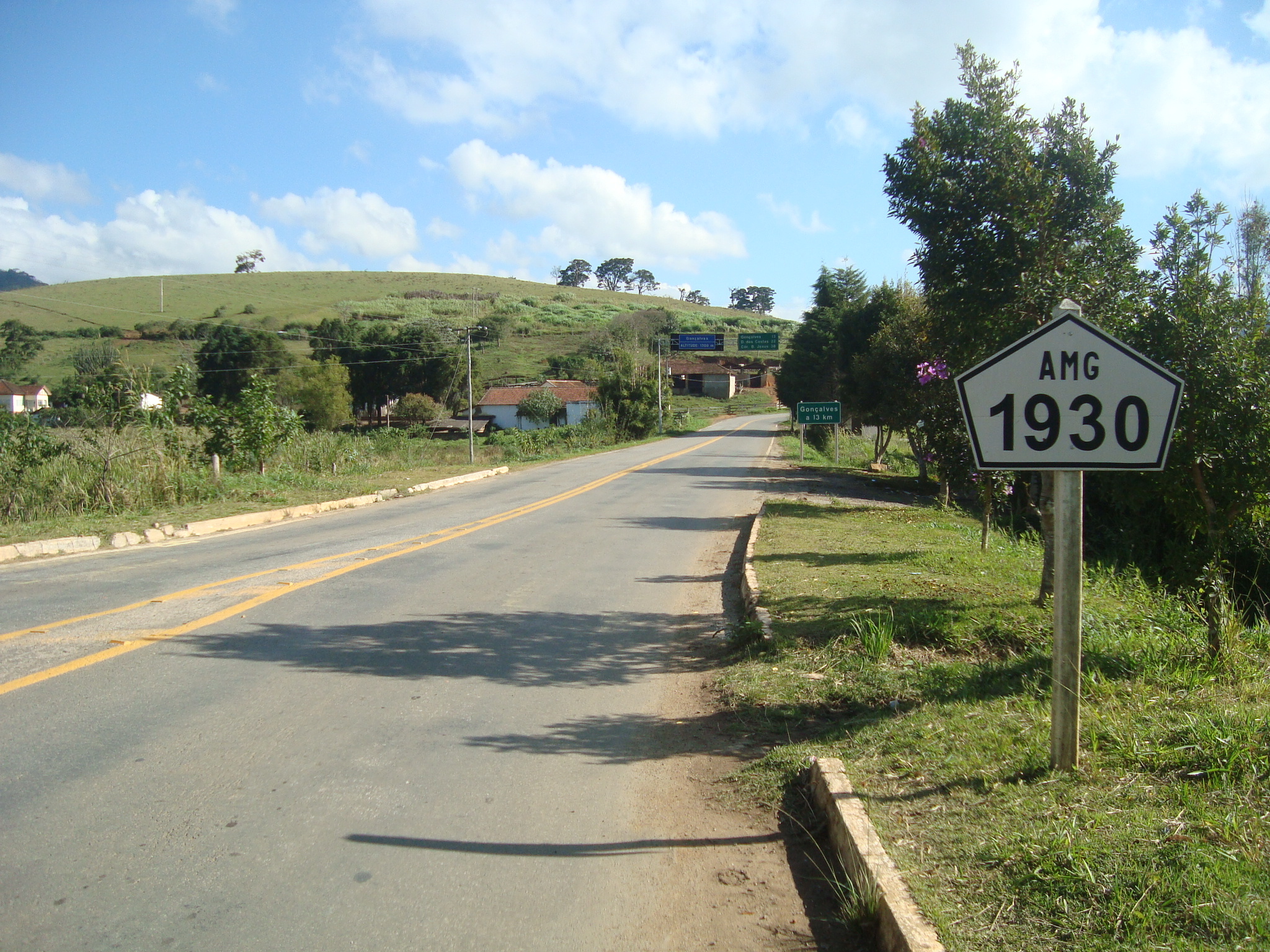
Trecho inicial da rodovia AMG-1930 no município de Gonçalves, próximo ao entroncamento com a MG-173.

AMG-1930 é uma rodovia brasileira do estado de Minas Gerais, localizada no município de Gonçalves. A rodovia, que é pavimentada e tem 12,7 km de extensão, liga a MG-173 à sede do município.

## Turismo
A rodovia integra o circuito turístico Serras Verdes do Sul de Minas e é a principal via de acesso às atrações turísticas do município.